# NGC 3402
NGC 3402 = NGC 3411 ist eine cD-Galaxie vom Hubble-Typ E0 im Sternbild Hydra südlich der Ekliptik. Sie ist schätzungsweise 197 Millionen Lichtjahre von der Milchstraße entfernt und hat einen Durchmesser von etwa 125.000 Lichtjahren.

Im selben Himmelsareal befinden sich u. a. die Galaxien NGC 3421, NGC 3422, IC 647, IC 650.
Das Objekt wurde am 25. März 1786 vom deutsch-britischen Astronomen William Herschel entdeckt (NGC 3411) und im Jahr 1880 vom britischen Astronomen Andrew Ainslie Common wiederentdeckt (NGC 3402).